# Laelia prolata
Laelia prolata är en fjärilsart som beskrevs av Swinhoe 1892. Laelia prolata ingår i släktet Laelia och familjen tofsspinnare. Inga underarter finns listade i Catalogue of Life.